# Slavićka
Slavićka är ett samhälle i Bosnien och Hercegovina.   Det ligger i entiteten Republika Srpska, i den nordvästra delen av landet, 150 km nordväst om huvudstaden Sarajevo. Slavićka ligger 263 meter över havet och antalet invånare är 781.
Terrängen runt Slavićka är kuperad åt sydväst, men åt nordost är den platt. Runt Slavićka är det ganska tätbefolkat, med 67 invånare per kvadratkilometer.. Närmaste större samhälle är Banja Luka, 17,8 km öster om Slavićka.
Omgivningarna runt Slavićka är en mosaik av jordbruksmark och naturlig växtlighet.